# ميللى جاكسون
ميللى جاكسون (بالإنجليزية: Millie Jackson)‏ هي مغنية ومغنية مؤلفة وموسيقية أمريكية، ولدت في 15 يوليو 1944 في طومسون في الولايات المتحدة.

## وصلات خارجية
- الموقع الرسمي
- ميللى جاكسون على موقع IMDb (الإنجليزية)
- ميللى جاكسون على موقع ميوزك برينز (الإنجليزية)
- ميللى جاكسون على موقع أول ميوزيك (الإنجليزية)
- ميللى جاكسون على موقع ديسكوغز (الإنجليزية)
- ميللى جاكسون على موقع قاعدة بيانات الفيلم (الإنجليزية)